# Aleksandr Kedyarov
Aleksandr Kedyarov (n. 24 decembrie 1947, Q4537943⁠(d), RSFS Rusă, URSS) este un trăgător de tir ce a reprezentat Uniunea Republicilor Sovietice Socialiste, medaliat olimpic. A participat la o ediție a Jocurilor Olimpice (1976) în care a câștigat o medalie de argint.